# دايفيد بيل
دايفيد بيل (بالإنجليزية: David Bell) هو منتج تلفزيوني ومخرج بريطاني، ولد في 1936 في اسكتلندا في المملكة المتحدة، وتوفي في 1990.